# Zhang Shuai (futbolista)
Zhang Shuai (en chino tradicional, 張帥; en chino simplificado, 张帅; pinyin, Zhāng Shuài; Qingdao, Shandong, 20 de julio de 1981) es un exfutbolista chino que jugaba en la posición de defensa.

## Carrera

### Club
Jugó toda su carrera con el Beijing Guoan de 1999 a 2008 donde anotó tres goles en 135 partidos y ganó dos copas nacionales.

### Selección nacional
Jugó para China en 14 ocasiones de 2007 a 2008 y participó en la Copa Asiática 2007.

## Suspensión
En un control de dopaje el 22 de diciembre de 2003 le fue encontrada una muestra de efedrina en su sangre, por lo que fue suspendido de toda actividad por tres meses, siendo el primer futbolista chino suspendido por dopaje. Clamó inocencia aduciendo que la consumió de manera accidental ya que buscaba algo para el frío y se disculpó, pero la suspensión se mantuvo.

## Logros
- Copa FA de China: 2003
- Supercopa de China: 2003